# ゆきおとこ
ゆきおとこ（1968年6月17日 - ）は日本のお笑いタレント。千葉県流山市生まれ、我孫子市育ち。現在は流山市在住。
あっぷるファクトリーエンターテインメント所属。
これまで芸名を複数回改名しているが、現在の芸名は、その芸が「寒くて凍るから、まるで雪男だ」ということでコージー冨田から名付けられた。画数を診てもらった上で、漢字ではなく平仮名の芸名となった。
3歳年下の弟が一人いる。

## 経歴・人物
子どもの頃に漫才ブームを経験し、毎日のようにテレビで漫才を見ているうちに、自分も面白いことをして人を笑わせたいと思ったことが芸人を目指すきっかけとなった。千葉県立柏陵高等学校から1990年にライオグランデ大学日本校国際関係学部国際ジャーナリスト学科に1期生として進むが翌年に中途退学。
1993年1月、渋谷道頓堀劇場にて先輩芸人とのコンビで幕間に初舞台。
以降、複数の漫才コンビを経て、直近十数年はピン芸人で活動。「人生劇場漫談」と銘打ったネタを単独でおこなっている。
地下芸人を集めた「ゆきおとこ軍団」を組織しており、チャンス大城やデスペラードがメンバーにいる。
30年以上の芸歴のほとんどをいわゆる“地下芸人”として活動して来たことから、一部では「地下芸人界の大御所」とも「事務所移籍が多い芸人」とも言われている。ゆきおとこのことをカンニング竹山が「あいつは俺の戦友でもあり、親友だ」と話していたことがある。
2023年4月から、流山市の南流山福祉会館で住民とのふれあいを目的に入場無料のお笑いライブを開始。「ゆきおとこ軍団」のうち、インタレスティングたけし、しんじ、おかっぺ、カントリーズ福田らで出演している。
この他市内の小学校での特別授業、子供祭り出演など、地域貢献活動も行っている。
2023年12月6日・13日放送の『水曜日のダウンタウン』（TBS）内の企画『S（スベリ）- 1グランプリ』で準優勝（優勝はエンジンコータロー）。

## 特技
- 即興で詩を作る
- 日本全国の郵便番号が言える
- バナナのたたきうり

## 出演

### テレビ
- 水曜日のダウンタウン（TBS）
- 新・今夜もドル箱（テレビ東京）
- 高校生いい旅企画大賞（テレビ東京）
- 雷電いけ年こい年（日本テレビ）
- 愛のソレア（フジテレビ）
- 49（日本テレビ）
- フレネミー 〜どぶねずみの街〜（日本テレビ）
- 究極のおせち対戦（広島テレビ・名古屋テレビ系ネット）
- 無敵ファクトリー（サムライTV）

### ラジオ
- いきがいラジオ（有線ブロードネットワークス・宮崎放送・長崎放送）
- いきなりコージー現場（文化放送）
- THE 楽屋 （文化放送）
- お笑い!ネタとこ勝負スーパー（ラジオ日本）
- 大学受験講座 （ラジオたんぱ）
- いつもおそばに歌謡曲（ラジオ日本）

### 映画
- 東京アディオス（2019年、プレシディオ）

### CM
- 「国民年金」（2003年、岡江久美子と共演）
- 五反田CC「スキーススノーボードエキスポ」- ナレーション
- サビーナ自然化粧品「コエンザイムQ10」
- 日産自動車「セレナ」[7]

## 雑誌媒体
- 「超スーパーサンデー2001」「銀ぎょ針」
- 「芸人田かん」『GON!』1999年11月号
- 「BUNKA」2000年10月号
- 『実話ナックルズ』2007年6月号